# Нанда Деви
Нанда Деви (хинди: नन्दा देवी पर्वत, што значи "Благословена богиња".), је с 7,817 метара висине друга по висини планина у Индији (не рачунајући пакистански Кашмир), одмах после Кангченџунга. Нанда Деви припада Гарвал Хималајама, у индијској држави Утараканд, између долина Ришиганга на западу и Гориганга на истоку
Национални парк Нанда Деви, површине 630.33 км², је национални парк организован око врха Нанда Деви који се налази изнад 3,500 метара надморске висине, основан 1982. године. Он је, заједно са суседним националним парком Долина цвећа, уписан 1988. године на УНЕСКО-в Списак места Светске баштине у Азији и Аустралазији. Оба парка, и Резерват животиња Нанда Деви који заузима долину ледника око врхова између 6.-7,500 м, припадају Резервату Нанда Деви (223,674 ха).
Његов предео је веома стрм и углавном испресецан непролазним кланцима, попут Риши Ганга кланца кроз који се спуштају његови ледници. Поред Нанда Девија, у резервату се налази више врхова изнад 6,000 метара: Нанда Деви Еаст (7,434 м), Трисул I, II и III (7,120 м), Дунагири (7,066 м), Риши Пахар (6,992 м), Каланка (6,931 м), Чангабанг (6,864 м), Мригтуни (6,855 м), Маиктоли (6,803 м), Девтоли (6,788 м), Девистан (6,678 м), Панвали Доар (6,663 м), Део Дамла (6,620 м), Нанда Кат (6,611 м), Манграон (6,568 м), Лату Дура (6,392 м), Бетартоли Химал (6,352 м), Бамчу (6,303 м), Риши Кот (6,236 м), Сакрам (6,254 м) и Хануман (6,075 м).